# Sedyem
En la mitología egipcia, Sedyem o Sedjem (transliteración, sḏm) es la deificación del concepto religioso de "oír", "escuchar", como una de las fuerzas vitales creadoras.
El dios creador Ra se vale de tres fuerzas auxiliares para planificar y llevar a cabo su obra creadora: Sia (la inteligencia planificadora), Hu (la palabra creadora) y Heka (la magia). 
Ya durante el Imperio Antiguo Tardío las fuerzas o dioses auxiliares creadores serían ampliados a Sedyem (oír) y a Iri (Jrj, hacer), que hacen de ayudantes divinos del dios escriba Thot y aparecen en los templos de Seti I y Ramsés II en Abidos.
El dios Ra estaba dotado de cuatro facultades: Hu, el gusto y la palabra; Maa, la visión; Sedyem, el oído y Sia, el entendimiento y tacto. Durante el Imperio Nuevo, Sedyem pasó a ser uno de los miembros de las catorce fuerzas creativas o kas de Amón-Ra, junto, entre otros, a Hu, Sia o Irer. 
Sedyem sería la fuerza responsable de la creación y de la diferenciación de las razas humanas:  egipcia, nubia, libia y asiática.
En Tebas, uno de los títulos de Ptah es mesedjer sedjem o  "el oído que escucha".
Sedyem es representado por un personaje humano que lleva sobre su cabeza una oreja de bóvido. 